# Irundisaua heloisae
Irundisaua heloisae là một loài bọ cánh cứng trong họ Cerambycidae.